# Халидов, Анас Бакиевич
Ана́с Баки́евич Хали́дов (25 февраля 1929, Черки-Кошаково, Буинский район, Татарская АССР, РСФСР, СССР — 01 декабря 2001, Казань, Татарстан, Россия) — советский и российский исламовед, арабист, доктор филологических наук. Руководил Арабским кабинетом им. И. Ю. Крачковского и Сектором Ближнего Востока С.-Петербургского филиала Института востоковедения РАН.

## Биография
Халидов родился 25 февраля 1929 г. в деревне Черки-Кошаково Буинского р-на Татарской АССР. Отец имел хорошее традиционное образование, базировавшееся на изучении арабского языка, мать была простой крестьянкой. Начальное образование получил в родной деревне. После того, как родители развелись, в 1940 году Анас вместе с отцом переехал в Казань, а в марте 1941 года, — в Ташкент. После окончания семилетки в татарской школе поступил в восьмой класс русской школы. На то время, когда отца призвали в армию, Анас жил на территории ташкентской обсерватории, находясь под неназойливым попечительством ленинградских астрономов.
Летом 1946 года Халидов поступил на арабское отделение Восточного факультета Ленинградского университета. С первых дней Халидов выделился в группе своими успехами в изучении арабского языка, но другие предметы давались ему труднее из-за того, что русский язык для него не был родным. На третьем курсе его заметил в числе сильнейших студентов-филологов И. Ю. Крачковский. Успешно окончив Университет в 1951 г., Халидов был направлен в аспирантуру. Аспиранты Группы восточных рукописей учились на Восточном факультете, а числились аспирантами по Москве.
После появления постановления о запрете совместительства в 1959 г. научный руководитель Халидова В. И. Беляев покинул Ленинградское отделение Института востоковедения, оставив в Арабском кабинете достойного преемника. Положение Халидова как руководителя Кабинета было сложным: в Кабинете были люди, вернувшиеся в арабистику после многих лет лагерей и ссылок. Однако, Халидов превосходил их не только административным положением, но и филологической подготовкой, которая не позволяла ему мириться с упущениями в работе любого из сотрудников, независимо от возраста. На этой почве завязался длительный конфликт с Т. А. Шумовским, который, будучи человеком болезненно самолюбивым, не признавал свои ошибки. Одновременно с назначением заведующим Арабским кабинетом, вступил в КПСС. Был председателем местного комитета профсоюза и секретарем парторганизации.
Халидов как и все арабисты его поколения, не имел возможности изучать арабский язык в арабской языковой среде. Ему не доводилось подолгу бывать в арабских странах, однако литературный язык он знал хорошо. Иногда он даже поправлял своих аспирантов-арабов, путавших литературные формы с разговорными. Он участвовал в определении и описании рукописей Публичной библиотеки и Восточного факультета, участвовал в работе археографической экспедиции в Дагестане, разбирал рукописные коллекции в Южном Йемене, знакомился с рукописями Стамбула и Каира.
Последней большой прижизненной работой Халидова стало издание «Китаб аль-Аврак» (СПб., 1998), которое задерживалось несколько лет по техническим причинам.
Монография «Арабские рукописи и арабская рукописная традиция» (М., 1985), принесла Халидову степень доктора филологических наук, а вся его деятельность увенчалась званием профессора. Ему не часто удавалось читать лекции и вести занятия со студентами, так как рукописное дело вещь очень специфическая и не часто включается в учебные программы.
В конце 80-х гг. Халидов обратился к поиску упоминаний о Булгаре и булгарах в арабских источниках. Заключил контракт с Казанским университетом на два года. Халидов сделал научный перевод Корана на татарский язык, который так и не был издан при жизни автора.
Халидов умер 1-го декабря 2001 г. в Казани. Похоронен на Татарском кладбище в Ново-Татарской слободе (Казань).

## Публикации
- Халидов А. Б. Каталог арабских рукописей Института народов Азии Академии Наук СССР. Выпуск 1. Художественная проза / Ответственный редактор В. И. Беляев. — М.: ИВЛ, 1960.
- Гибб Х. А. Р. Арабская литература. Классический период. [Арабская литература. Перевод с англ. А. Б. Халидова; Мусульманская историография. Перевод с англ. П. А. Грязневича] / Ответственный редактор В. И. Беляев. — М.: ИВЛ, 1960.
- Вторая записка Абу Дулафа / Издание текста, перевод, введение и комментарии П. Г. Булгакова и А. Б. Халидова.. — М.: ИВЛ, 1960.
- Усама ибн Мункиз. Китаб ал-манзил ва-д-дийар. (Книга стоянок и жилищ) / Издание текста, предисловие и указатели А. Б. Халидова. — ИВЛ, 1961.
- Халидов А. Б. Биографический словарь ал-Андарасбани // Письменные памятники Востока / Историко-филологические исследования. Ежегодник 1971. — М.: «Наука», ГРВЛ, 1974.
- Халидов А. Б. Письменные памятники Востока / Историко-филологические исследования / Редакционная коллегия: Л. Н. Меньшиков, С. Б. Певзнер, А. С. Тверитинова (председатель), А. Б. Халидов. Ежегодник 1970. — М.: «Наука», ГРВЛ, 1974.
- Халидов А. Б. Письменные памятники Востока / Историко-филологические исследования / Редакционная коллегия: Л. Н. Меньшиков, С. Б. Певзнер (секретарь), А. С. Тверитинова (председатель), А. Б. Халидов. Ежегодник 1972. — М.: «Наука», ГРВЛ, 1977.
- Халидов А. Б. Собрания арабских рукописей в Народной Демократической республике Йемен // Письменные памятники Востока / Историко-филологические исследования. Ежегодник 1973. — М.: «Наука», ГРВЛ, 1979. — С. 179—202.
- Халидов Б. З., Халидов А. Б. Биография аз-Замахшари, составленная его современником ал-Андарасбани // Письменные памятники Востока / Историко-филологические исследования. Ежегодник 1973. — М.: «Наука», ГРВЛ, 1979. — С. 203—212.
- аль-Исфахани, Абу-ль-Фарадж. Книга песен / Пер. с араб. А. Б. Халидова, Б. Я. Шидфар.. — М.: «Наука», ГРВЛ, 1980. — 671 с.
- Халидов А. Б. Ислам и арабский язык (некоторые аспекты проблемы) / Ислам: Религия, общество, государство. Сборник статей / Отв. редакторы П. А. Грязневич и С. М. Прозоров. — М.: «Наука», ГРВЛ, 1984. — С. 69—75.
- Халидов А. Б. Арабские рукописи и арабская рукописная традиция / Ответственный редактор О. Г. Большаков. — М.: «Наука», ГРВЛ.
- Халидов А. Б. Каталог арабских рукописей Института народов Азии АН СССР. Вып. 2: Географические сочинения. — М.: «Наука», 1986.
- Халидов А. Б. Словари Исхака ал-Фараби и Махмуда ал-Кашгари (из истории лексикографии в Средней Азии X—XI вв.) / Ответственной редактор П. А. Грязневич. — М.: «Наука», ГРВЛ, 1987.
- Халидов А. Б. Словари Исхака ал-Фараби и Махмуда ал-Каштари (из истории лексикографии в Средней Азии X-XI вв.) / Ответственный редактор П. А. Грязневич // Письменные памятники и проблемы истории культуры народов Востока. XXI годичная научная сессия ЛО ИВ АН СССР (доклады и сообщения). — М.: «Наука», ГРВЛ, 1987.
- Угаритский эпос // Памятники письменности Востока CV. Введение, перевод с угаритского и комментарий И. Ш. Шифмана / Ответственный редактор А. Б. Халидов. — М.: «Наука», Издательская фирма «Восточная литература», 1993.
- Полосин Вл. В. Словарь поэтов племени ‘абс (VI-VIII вв.) / Ответственный редактор А. Б. Халидов. — М.: «Наука», Издательская фирма «Восточная литература» РАН, 1995.
- Khalidov A. A. Unique 14th Century Literary Anthology Manuscript from Baghdad // Manuscripta Orientalia. Vol. 2, No 2, June 1996. — P. 56—61.
- Shikhsayidov A. R., Khalidov A. B. Manuscripts of al-Ghazālīs Works in Daghestan // Manuscripta Orientalia. Vol. 3, No 2, June 1997. — М.: «Наука», ГРВЛ. — P. 18—30.
- Таджаддин ал-Булгари. Большой Тирйак (Большое противоядие). Издание текста, перевод с арабского, предисловие, комментарий А. Б. Халидова. — Казань, 1997.
- ас-Сули, Абу Бакр Мухаммад. Китаб ал-Аврак / Крит. текст, пер. на рус. яз. В. И. Беляева и А. Б. Халидова; предисл., примеч. и указ. А. Б. Халидова. — СПб.: Центр «Петербургское Востоковедение», 1998. — 592 с.
- Khalidov A. An Arabic Composite Manuscript of Tales from the Collection of the St. Petersburg Branch of the Institute of Oriental Studies // Manuscripta Orientalia. Vol. 5, No 1, March 1999. — P. 63—69.
- Khalidov A. A Kazan Manuscript of Sībawayhi // Manuscripta Orientalia. Vol. 6, No 2, June 2000. — P. 8—9.
- Khalidov A. A Manuscript of an Anthology by al-Ābī // Manuscripta Orientalia. Vol. 7, No 2, June 2001. — P. 60—63.